# ブッポウソウ
ブッポウソウ（仏法僧、Eurystomus orientalis）とは鳥綱ブッポウソウ目ブッポウソウ科に分類される鳥である。三宝鳥とも呼ばれる。

## 分布
ユーラシア大陸東部とオーストラリアで繁殖する。種小名orientalisは「東洋の」の意でブッポウソウ科では本種のみユーラシア大陸東部にも分布する。日本には夏鳥として飛来し、本州（主に青森・白神山地、十和田湖周辺以南）、四国、九州で繁殖し、冬は東南アジアに渡る。また、北海道で見られることがあり、春の渡りの時期に天売島などで休憩する様子が確認されている。

## 形態
全長約30センチメートル。雌雄同色で、頭部は黒褐色、尾羽は黒色。風切羽の大部分も黒色である。のどは群青色で、胴体は光沢のある青色の羽毛で覆われ、この羽毛は光の加減により緑色に見えることもある。初列風切羽の中央に白い斑紋があり、翼を広げる時、飛翔している時には目立つ。嘴と脚は赤橙色である。

## 生態
生息域内では平地から山地まで分布し、水辺に近い森林に生息する。特に山地のスギ、ヒノキなどの大木の高所にすむ。
樹洞を巣にするが、鉄橋の穴や木製の電柱、ダムに設けられた排水溝等を巣として利用することもある。なお、木製の電柱での繁殖は西南日本が多く中部地方以北では、神社仏閣の林やブナ林を主要な繁殖場所としている。
寺社の森で多く見られる美しい鳥であることから、霊鳥として大切にされてきており、山梨県身延町や岐阜県美濃市などの繁殖地は、国の天然記念物に指定されている。
食性は動物食で昆虫類等を食べる。獲物は飛翔しながら捕食する。そのため、高木の枝や谷間の上を通過する高圧線などにとまり、昆虫類を探していると思われる個体を観察することが多い。その場合、ヒタキ類のように同じ場所から飛び立ち、捕食に成功しても失敗しても、ほぼ元の位置に帰るという行動を繰り返す（ことが多い）。
繁殖形態は卵生で1回に4 - 6個の卵を産む。巣の中や周囲には貝類の殻、プルタブや瀬戸物のかけらなど光沢のあるものがあり、ブッポウソウがこういったものを集めることが知られている。この習性はヒナがこれらの堅いものを飲み込み、消化器官の砂嚢に入れておく事で、昆虫の堅い殻をすりつぶす為に親鳥がヒナに与えている事が明らかになっている。

### 鳴き声
森の中で夜間「ブッ・ポウ・ソウ」と聞こえ、仏・法・僧の三宝を象徴するとされた鳥の鳴き声がこの鳥の声であると信じられてきたため、この名が付けられた。しかし、実際のブッポウソウをよく観察しても、飛ぶときには「ゲッゲッゲッ」といった汚く濁った音、急降下のときには「げっけけけけ」というような音の鳴き声しか発さない。件の鳴き声を直接発することが確認できないため、声のブッポウソウの正体は長く謎とされた。
結局のところ、この鳴き声の主はフクロウ目のコノハズクであり、このことが明らかになったのはラジオ放送が契機となった。
1935年（昭和10年）6月7日、日本放送協会名古屋中央放送局（現在のNHK名古屋放送局）は愛知県南設楽郡鳳来寺村（現在の新城市）の鳳来寺山で「ブッ・ポウ・ソウ」と鳴く鳥の鳴き声の実況中継を全国放送で行った。その放送を聞き、鳴き声の主を探した者が、同年6月12日に山梨県神座山で、「ブッ・ポウ・ソウ」と鳴く鳥を撃ち落としたところ、声の主がコノハズクであることが分かった。時を同じくし、放送を聴いていた人の中から「うちの飼っている鳥と同じ鳴き声をする」という人がでてきた。6月10日にその飼っている鳥を鳥類学者黒田長禮が借り受け見せてもらうとその鳥はコノハズクであり、山梨県神座山で撃ち落とされたのと同日である6月12日の早朝に、この鳥が「ブッ・ポウ・ソウ」と鳴くところを確認した。そのコノハズクは東京・浅草の傘店で飼われていたもので、生放送中、ラジオから聴こえてきた鳴き声に誘われて同じように鳴き出したという。この2つの事柄がその後に行われた日本鳥学会で発表され、長年の謎だった鳴き声「ブッ・ポウ・ソウ」の主はコノハズクだということが初めて判明した。実に1000年にも及ぶ期間、鳴き声を勘違いされてきた。

## 保全状態評価
LEAST CONCERN (IUCN Red List Ver. 3.1 (2001))
亜種 ブッポウソウ  Eurystomus orientalis calonyx
絶滅危惧IB類 (EN)（環境省レッドリスト）
近年、全国的に減少しており、環境省のレッドデータブックでは絶滅危惧種に指定されている。広島県や岡山県、長野県天龍村では巣箱による保護で繁殖個体数が回復し、徐々に増加しつつある。山梨県身延町や宮崎県高原町、岐阜県美濃市、長野県木曽町のブッポウソウ繁殖地が天然記念物に指定されている。

## その他
- 「鳳来寺山のブッポウソウ」（作詞・作曲：冨田勲） - NHK「みんなのうた」で放送された楽曲。ただし、鳳来寺山はコノハズクの生息で有名な山。
- 中京競馬場には「ぶっぽうそう特別」というレースがあった[15]。

## ギャラリー

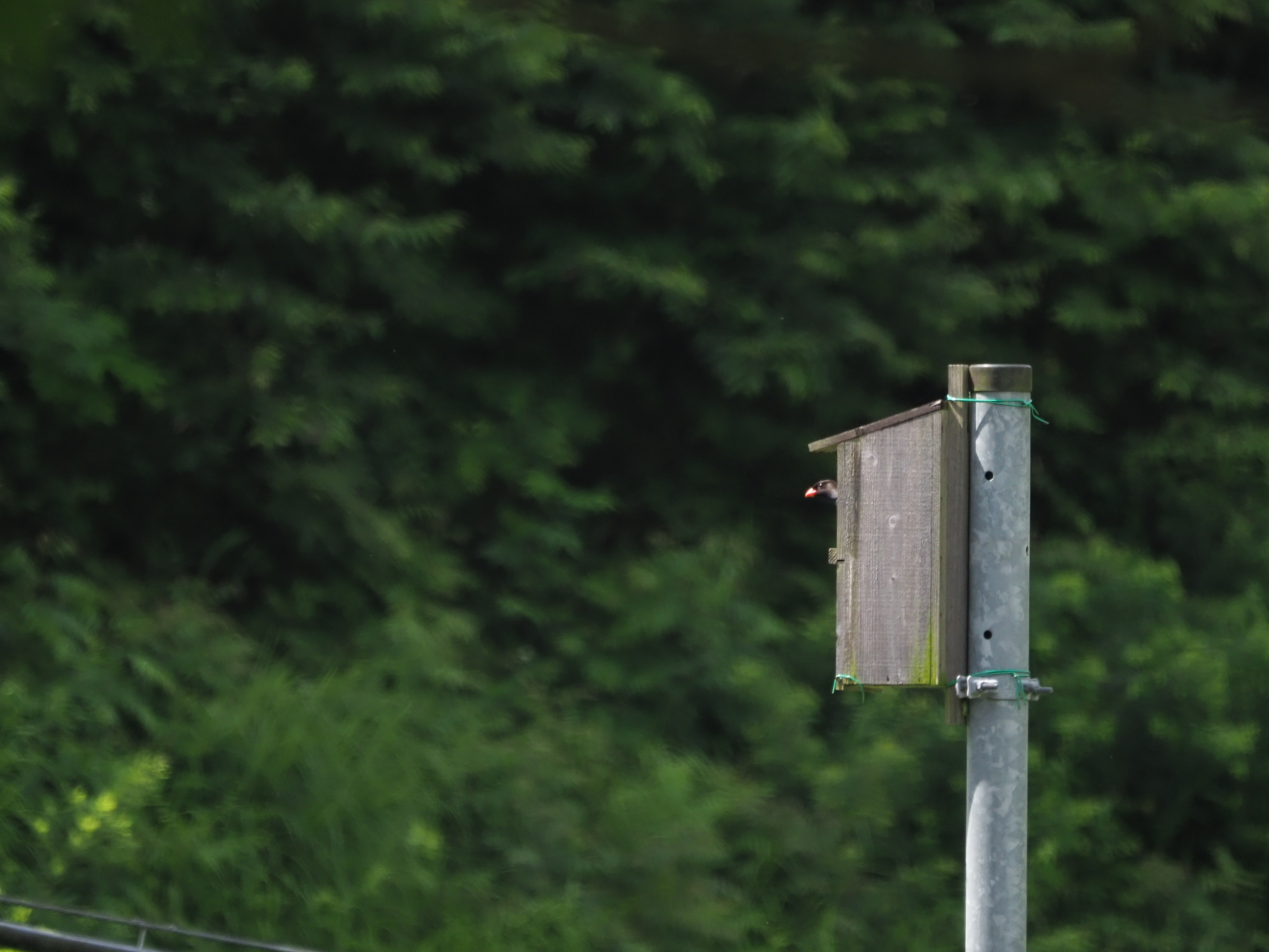
巣箱から頭を出しているブッポウソウ
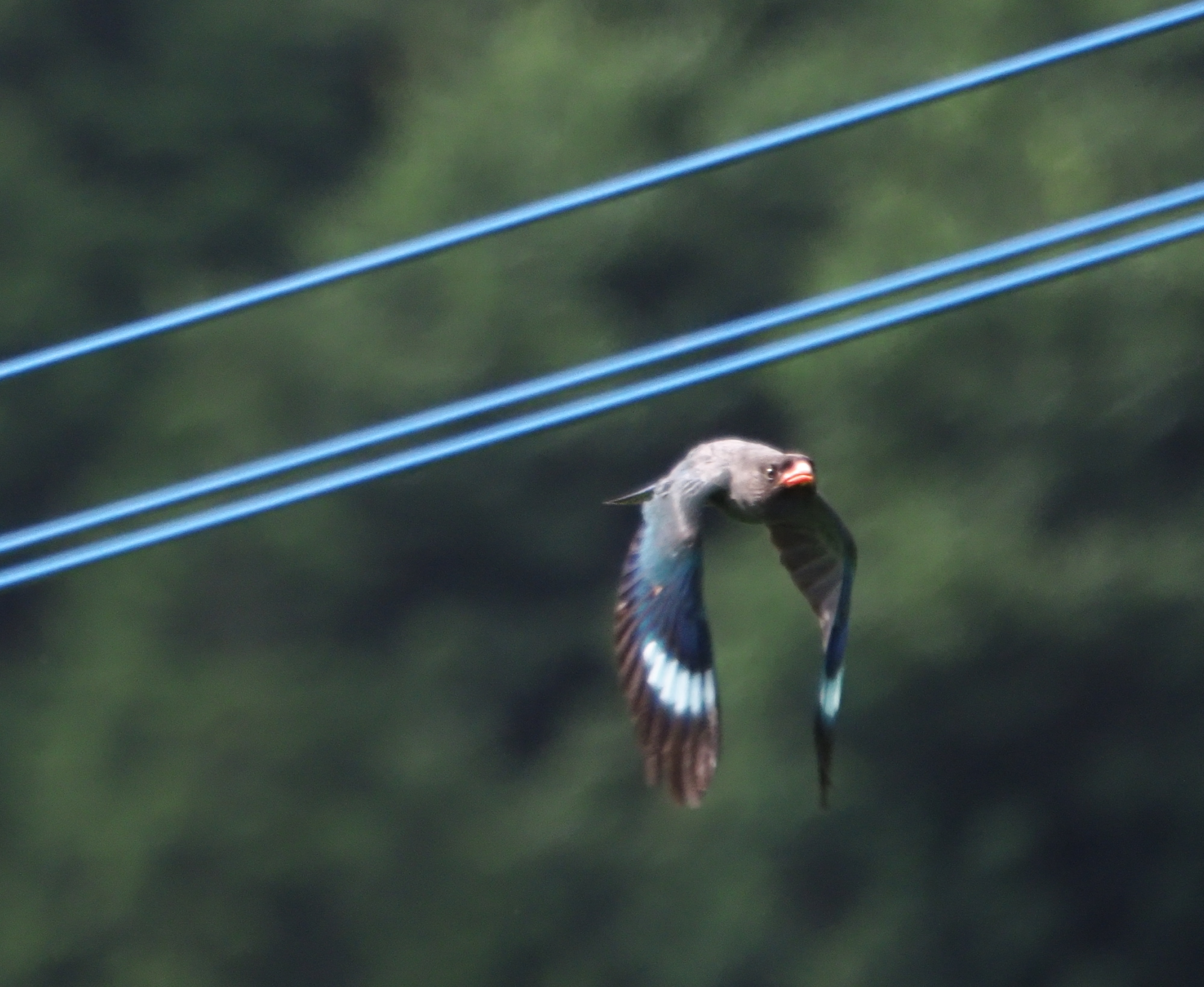
ブッポウソウの飛翔
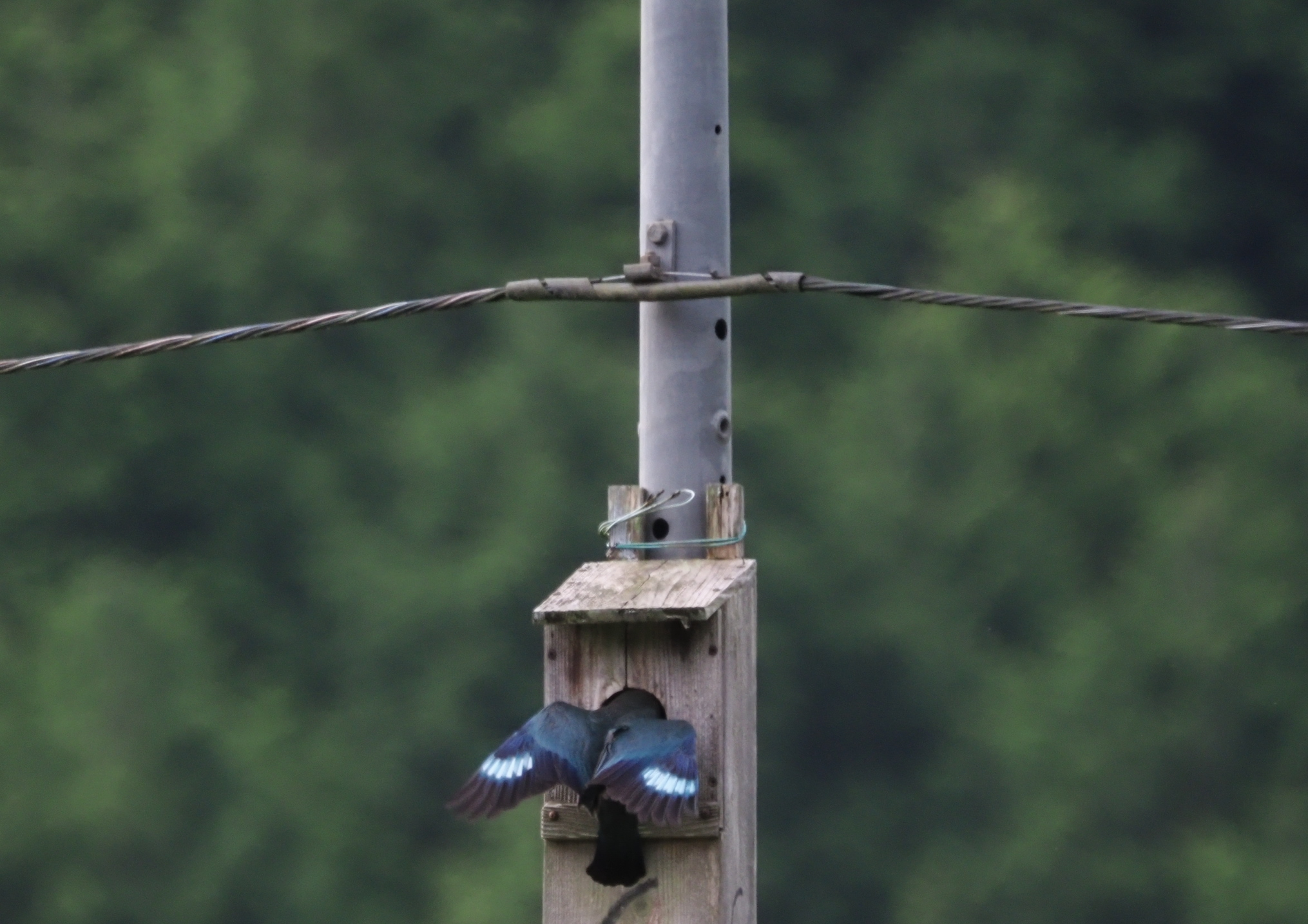
巣箱にエサを運ぶブッポウソウ
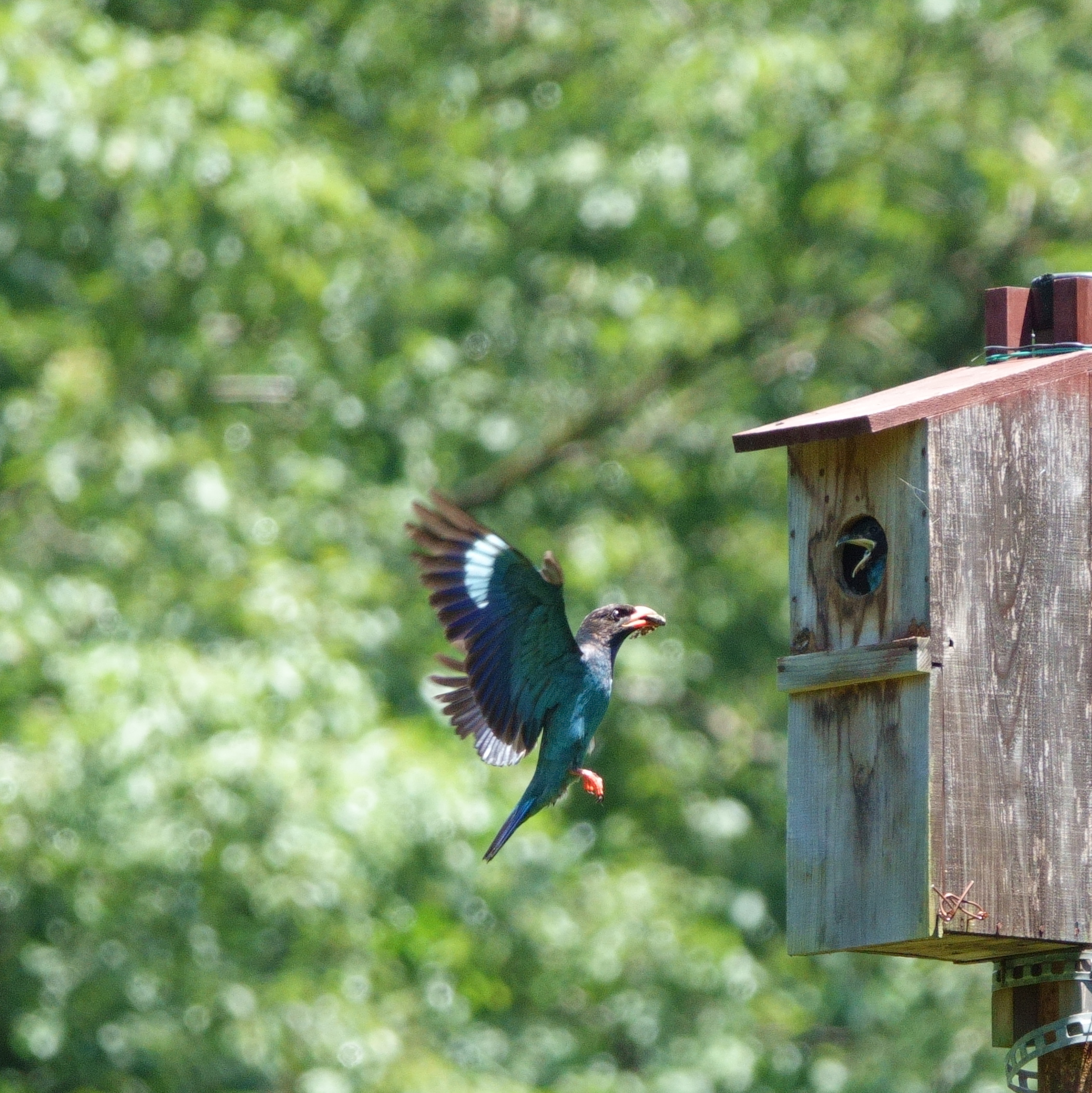
ヒナに給餌するブッポウソウ
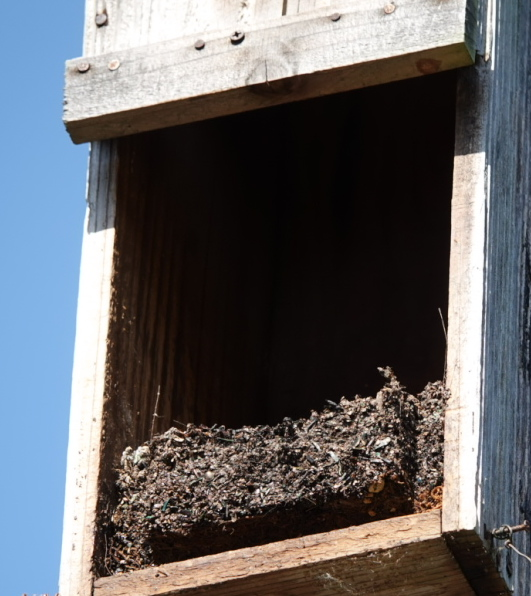
巣箱の状況
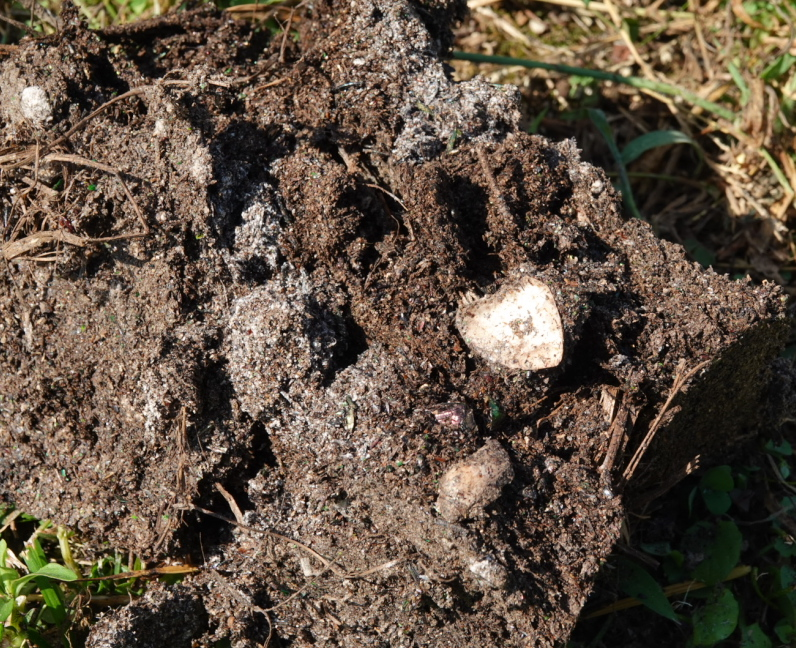
巣箱の糞の状況 貝類が見える